# Svennevads socken
Svennevads socken i Närke ingick i Sköllersta härad, ingår sedan 1971 i Hallsbergs kommun i Örebro län och motsvarar från 2016 Svennevads distrikt.
Socknens areal är 155,20 kvadratkilometer, varav 140,20 land. År 2000 fanns här 567 invånare. Orten Haddebo samt kyrkbyn Svennevad med sockenkyrkan Svennevads kyrka ligger i socknen, där även Skogaholms herrgård låg innan den flyttades.

## Administrativ historik
Svennevads socken har medeltida ursprung. 1735 utbröts Bo socken.
Vid kommunreformen 1862 övergick socknens ansvar för de kyrkliga frågorna till Svennevads församling och för de borgerliga frågorna till Svennevads landskommun. Landskommunen inkorporerades 1952 i Sköllersta landskommun och en mindre del i Askers landskommun. Sköllersta landskommun kommun uppgick 1971 i Hallsbergs kommun. Församlingen uppgick 2006 i Bo-Svennevads församling som 2010 uppgick i Sköllersta församling.
1 januari 2016 inrättades distriktet Svennevad, med samma omfattning som församlingen hade 1999/2000.
Socknen har tillhört fögderier, tingslag och domsagor enligt vad som beskrivs i artikeln Närke.  De indelta soldaterna tillhörde Närkes regemente, Kumla kompani och Livregementets husarkår, Östernärke skvadron.

## Geografi
Svennevads socken ligger söder om Örebro med sjön Sottern och Svennevadsån i nordväst. Socknen har slättland i norr på Närkeslätten och är söder om Hallsbergsförkastningen en höglänt skogsbygd med höjder som når 172 meter över havet.

### Geografisk avgränsning
I norr avgränsas Svennevads socken, strax söder om Pålsboda, av Sköllersta socken. I öster ligger Askers socken, i söder Bo socken, i sydväst Lerbäcks socken samt i nordväst Hallsbergs socken.

## Fornlämningar
Fem små gravfält från järnåldern med stensättning och resta stenar är funna, däribland Glottrastenen.

## Namnet
Namnet (1314 Suinæuaþ') kommer från kyrkbyn. Förleden innehåller svin här syftande på vildsvin. Efterleden är vad, 'vadställe'.
Förr skrevs namnet även Svinevads socken.

## Befolkningsutveckling
| Befolkningsutvecklingen i Svennevads socken 1800–1990                                                   | Befolkningsutvecklingen i Svennevads socken 1800–1990 | Befolkningsutvecklingen i Svennevads socken 1800–1990 | Befolkningsutvecklingen i Svennevads socken 1800–1990 | Befolkningsutvecklingen i Svennevads socken 1800–1990 |
| --- | ----------------------------------------------------- | ----------------------------------------------------- | ----------------------------------------------------- | ----------------------------------------------------- |
| |                                                       |                                                       |                                                       |                                                       |
| År |                                                       |                                                       | Folkmängd                                             |                                                       |
| 1800 | 1800                                                  |                                                       | 1 374                                                 |                                                       |
| 1810 | 1810                                                  |                                                       | 1 558                                                 |                                                       |
| 1820 | 1820                                                  |                                                       | 1 575                                                 |                                                       |
| 1830 | 1830                                                  |                                                       | 1 849                                                 |                                                       |
| 1840 | 1840                                                  |                                                       | 2 015                                                 |                                                       |
| 1850 | 1850                                                  |                                                       | 2 013                                                 |                                                       |
| 1860 | 1860                                                  |                                                       | 2 011                                                 |                                                       |
| 1870 | 1870                                                  |                                                       | 2 189                                                 |                                                       |
| 1880 | 1880                                                  |                                                       | 2 379                                                 |                                                       |
| 1890 | 1890                                                  |                                                       | 2 354                                                 |                                                       |
| 1900 | 1900                                                  |                                                       | 2 291                                                 |                                                       |
| 1910 | 1910                                                  |                                                       | 1 947                                                 |                                                       |
| 1920 | 1920                                                  |                                                       | 1 672                                                 |                                                       |
| 1930 | 1930                                                  |                                                       | 1 630                                                 |                                                       |
| 1940 | 1940                                                  |                                                       | 1 319                                                 |                                                       |
| 1950 | 1950                                                  |                                                       | 1 105                                                 |                                                       |
| 1960 | 1960                                                  |                                                       | 868                                                   |                                                       |
| 1970 | 1970                                                  |                                                       | 593                                                   |                                                       |
| 1980 | 1980                                                  |                                                       | 553                                                   |                                                       |
| 1990 | 1990                                                  |                                                       | 548                                                   |                                                       |
| Anm: Källor: Umeå universitet - Tabellverket 1749-1859, Demografiska databasen, CEDAR, Umeå universitet |                                                       |                                                       |                                                       |                                                       |

## Kända personer från bygden
- Torbjörn Säfve i Haddebo (inflyttad från Luleå)